# Diócesis de Niza
La diócesis de Niza (en latín: Dioecesis Nicensis y en francés: Diocèse de Nice) es una circunscripción eclesiástica de la Iglesia católica en Francia. Se trata de una diócesis latina, sufragánea de la arquidiócesis de Marsella. Desde el 9 de marzo de 2022 su obispo es Jean-Philippe Nault.

## Territorio y organización

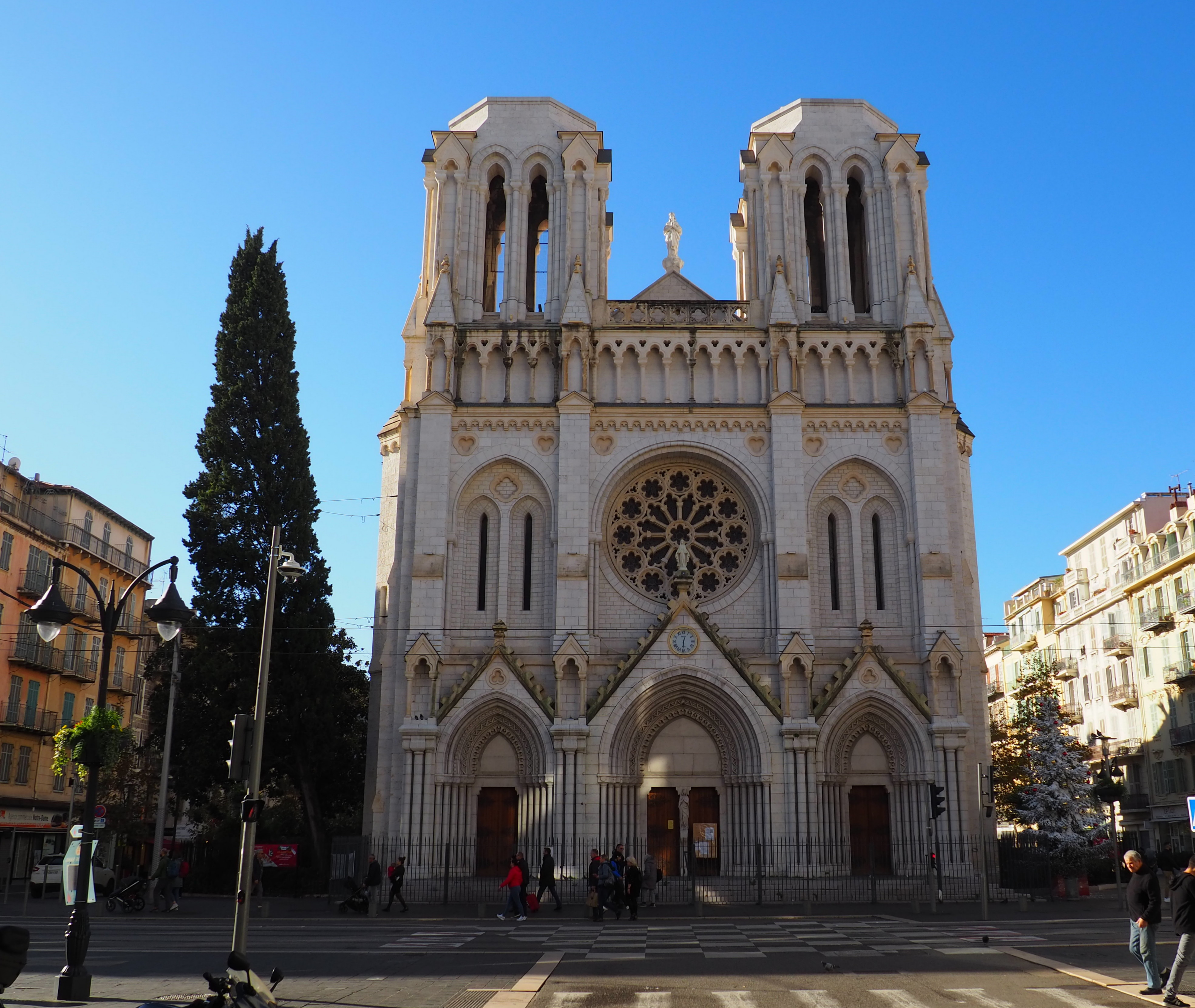
Basílica de Notre-Dame, en Niza

La diócesis tiene 4299 km² y extiende su jurisdicción sobre los fieles católicos de rito latino residentes en el departamento de Alpes Marítimos (excepto las islas Lérins) en la región de Provenza-Alpes-Costa Azul. La diócesis limita al noroeste con las diócesis francesas de Fréjus-Tolón y Digne, con las diócesis italianas de Cúneo-Fossano, Ventimiglia-San Remo y durante un tramo muy corto con la de 
Mondovì al este, y con la arquidiócesis de Mónaco que corresponde al Principado de Mónaco al sur.

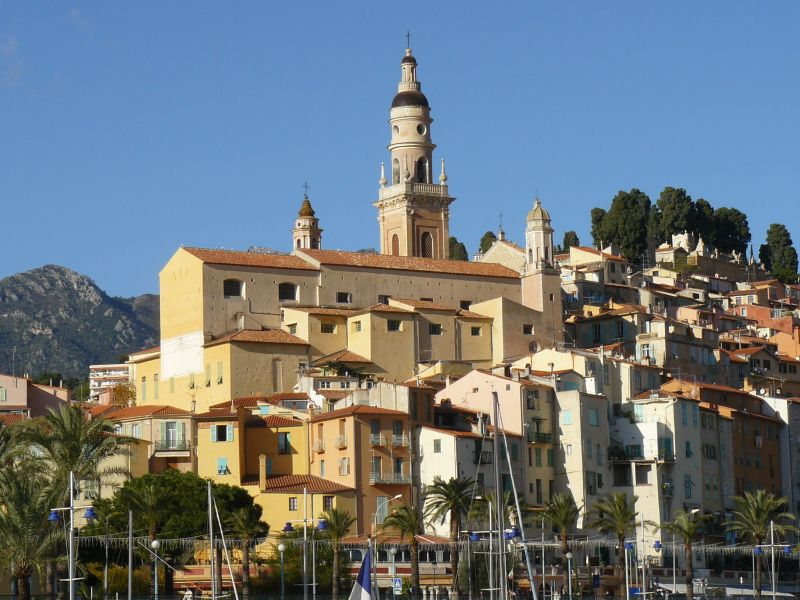
Basílica de San Miguel Arcángel, en Menton

La sede de la diócesis se encuentra en la ciudad de Niza, en donde se halla la Catedral basílica de Santa María y Santa Reparata y la basílica de Notre-Dame. En Menton se halla la basílica de San Miguel Arcángel. En Vence se encuentra la excatedral de la Natividad de María (diócesis de Vence) y en Grasse la excatedral de Notre-Dame-du-Puy (diócesis de Grasse).

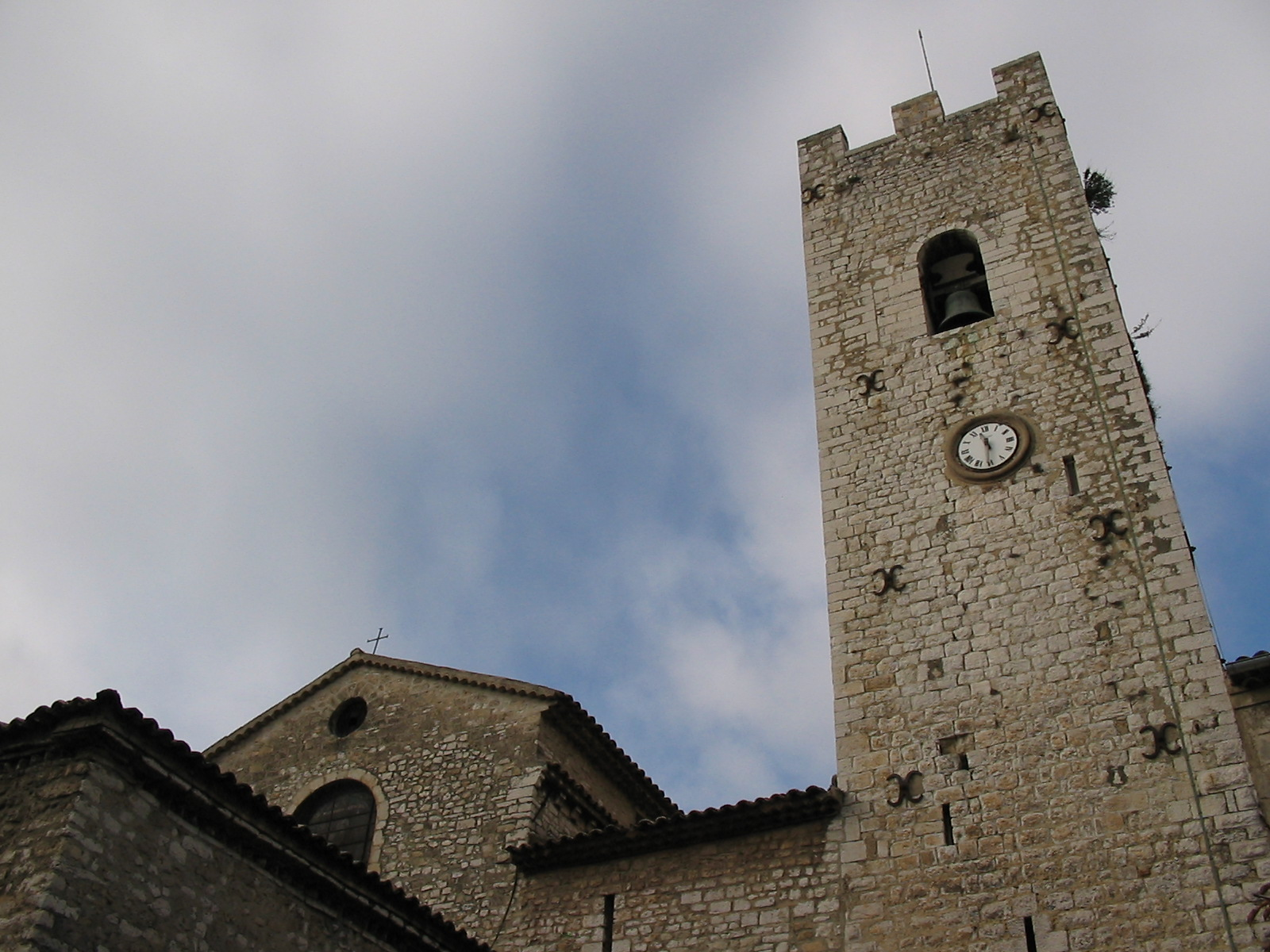
Excatedral de la Natividad de María, en Vence

En 2021 en la diócesis existían 45 parroquias agrupadas en 12 decanatos: Niza Centro, Niza Este, Niza Oeste, Niza Norte, Paillon-Pays de Nice, Menton-Villefranche, Bassin Antibois, Cannes-Vence, Bassin Cannois, Pays de Grasse, Plaine du Var, Vallées du Haut-Pays Niçois.

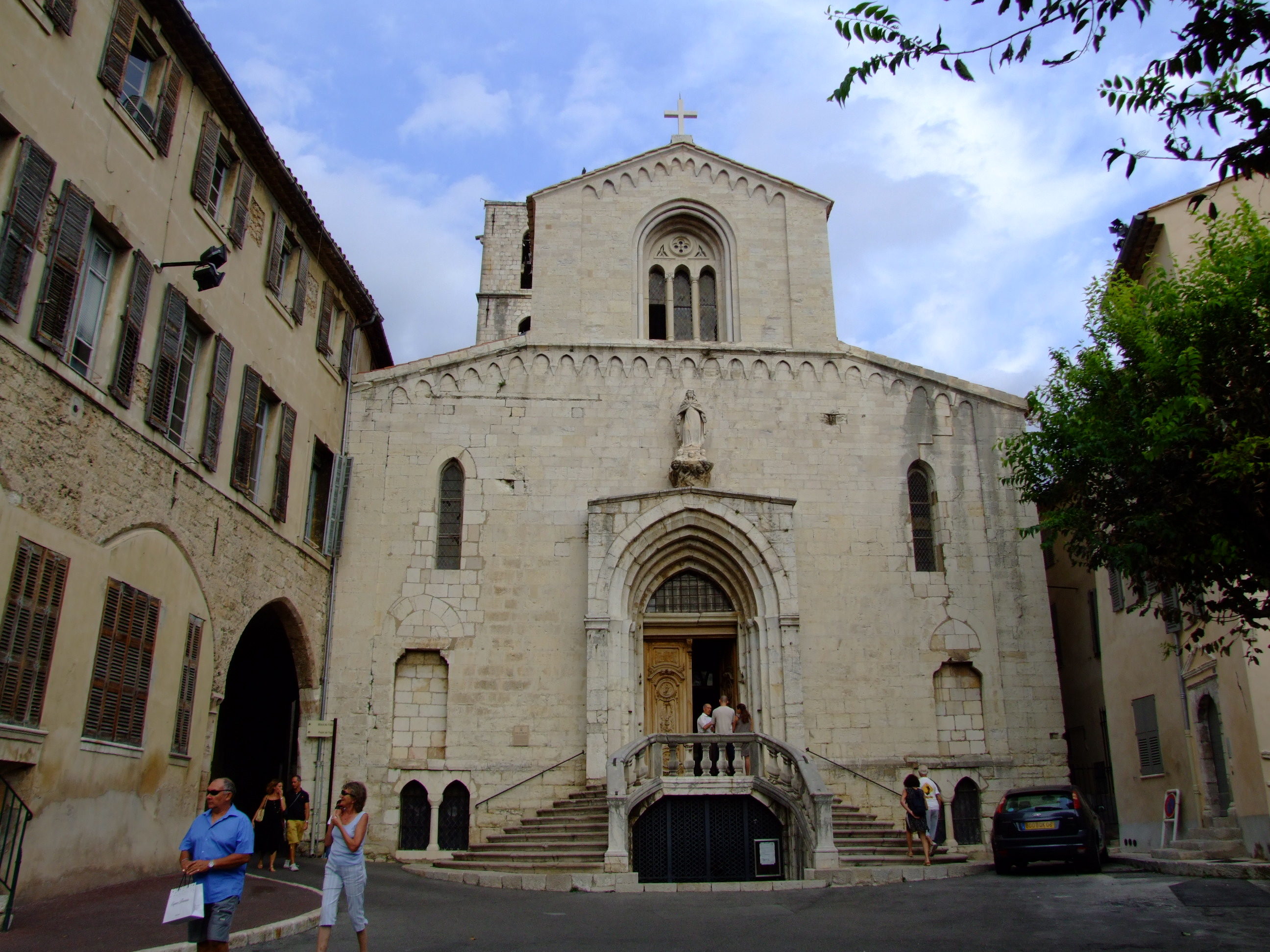
Excatedral de Notre-Dame-du-Puy, en Grasse

El Santuario Nacional de María Auxiliadora se encuentra y esta bajo la jurisdicción de la diócesis de Niza.

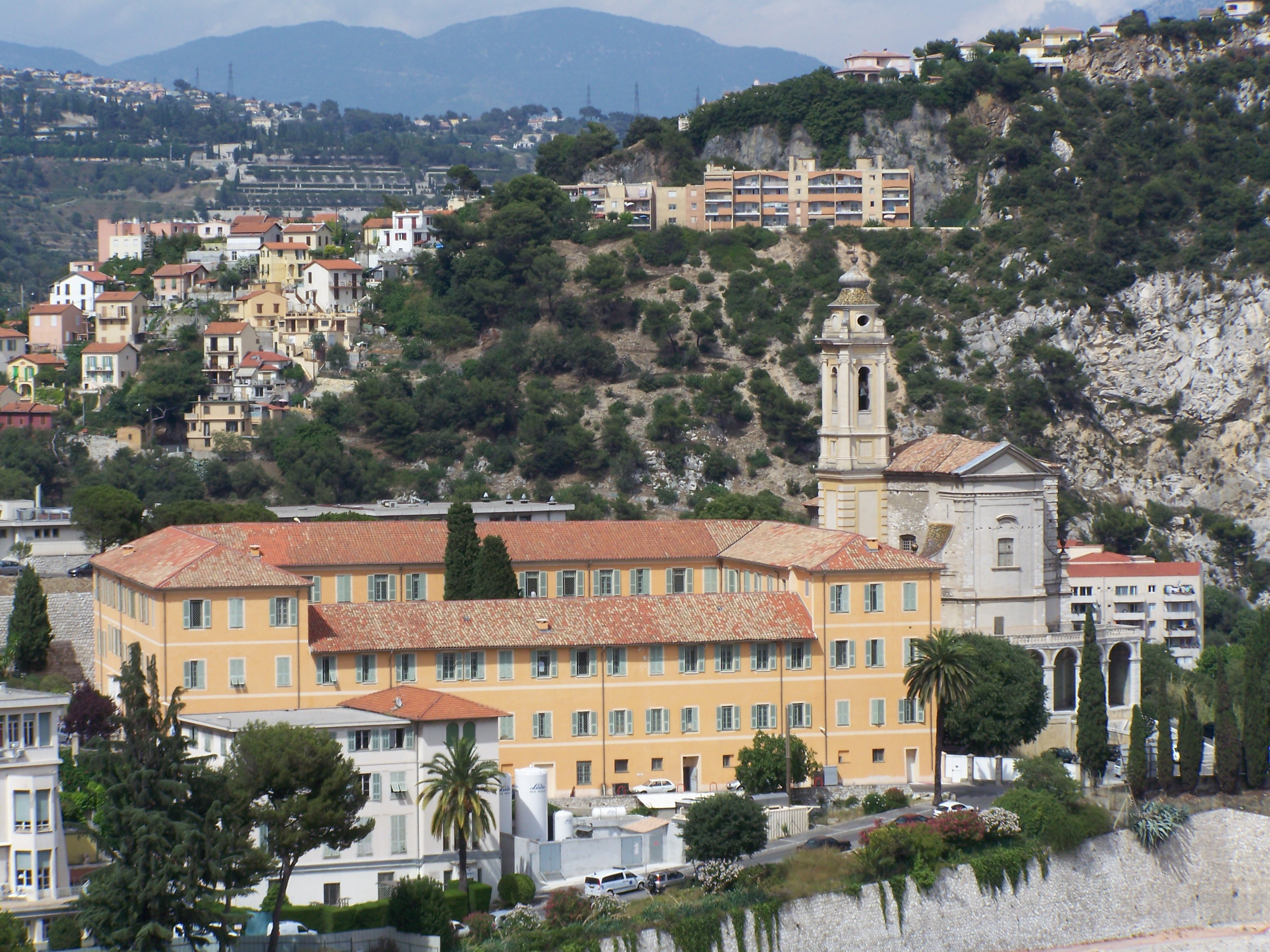
Abadía de San Poncio

## Historia
Los orígenes del cristianismo y de la diócesis de Niza son inciertos. La tradición hagiográfica, acreditada por historiadores locales, atribuye la fundación de la comunidad cristiana a san Baso, que habría sido el primer obispo de Niza y que habría sufrido el martirio en tiempos del emperador Decio (mediados del siglo III). Le sucedería otro mártir, Poncio de Cimiez, que murió en 261. Ambos santos están excluidos de la cronología de Gallia christiana.
Desde un punto de vista histórico, una comunidad cristiana en Niza está testimoniada por primera vez en el primer concilio de Arlés en 314, donde estuvo representada por el diácono Inocencio y el exorcista Agapista. Sin embargo, no se sabe si estos dos personajes representaban a su obispo, ausente del concilio, o eran simplemente los líderes de la comunidad de Niza, que desde el punto de vista eclesiástico todavía dependía de Marsella a principios del siglo IV. En las actas de ese concilio, de hecho, Inocencio y Agapista firman como delegados ex portu Nicaensi y no ex civitate Nicaensi. Según Duchesne, esta expresión es una pista de que Niza, al no tener el estatus de civitas, no podría ser sede de un episcopus.
El primer obispo confirmado de Niza fue Amanzio, que participó, junto con Próculo de Marsella, en el Concilio de Aquilea en 381.
A pocos kilómetros de Niza se encontraba la ciudad de Cimiez, la antigua Cemenelum, capital primitiva de la provincia romana de los Alpes Marítimos, sede de un obispo. Hacia 451 el papa León Magno decretó la unión de las sedes de Cimiez y Niza en beneficio de la primera sede; sin embargo, en 462 el papa Hilario volvió a separar las dos sedes, pero la separación no duró mucho porque, a petición de Ingenus de Embrun, las dos diócesis se unieron de nuevo (hacia 465/466), esta vez en beneficio de Niza. Esta decisión fue motivada por el declive de Cimiez, por la elevación de Embrun al doble rango de capital y sede metropolitana de la provincia, y por la creciente importancia de Niza, que entró en la órbita de la arquidiócesis de Embrun como su sufragánea. Sin embargo, todavía en el siglo VI, en el Concilio de Orleans de 549, el obispo Magnus participó, firmándose como episcopus Cemelensis et Nicaensis, mientras que en el posterior Concilio de Arlés de 554, se presentó sólo como episcopus Cemelensis. Es la última mención de un obispo de Cimiez, cuya sede desapareció, anexionada definitivamente a Niza. Sin embargo, hasta el siglo XI los obispos de Niza también llevaban el título de Cimiez.
Poco se sabe de la diócesis de Niza en los siglos que van desde el VI hasta bien entrado el siglo X, debido a las incursiones de los pueblos germánicos y las posteriores devastaciones llevadas a cabo por los sarracenos que tenían su propio bastión cerca de Saint-Tropez, la Fraxinetum, en el siglo X. El único período de relativa calma para la región fue la época carolingia, durante la cual se fundó en Cimiez en el siglo VIII el importante monasterio benedictino de Nuestra Señora de la Asunción, en el período en el que se establecieron vínculos con la abadía de San Dalmazzo de Pedona, que poseía numerosas posesiones en los valles de Niza. Posteriormente, hacia el siglo IX, la famosa abadía dedicada a San Poncio (abbaye de Saint-Pons) fue fundada en Niza por el obispo Siagrius y los monjes de la abadía de Lérins.
Hacia mediados del siglo XI se consagró la catedral medieval, sustituyendo a la primitiva catedral del siglo V. En 1590 se eligió una segunda catedral, pero pronto fue abandonada y la actual se construyó en la segunda mitad del siglo XVII.
El obispo Enrico Provana fue el responsable de la construcción del seminario diocesano a finales del siglo XVII.
El 29 de noviembre de 1801, tras el concordato entre la Santa Sede y Napoleón Bonaparte, con la bula Qui Christi Domini del papa Pío VII del 29 de noviembre de 1801, Niza se convirtió en sufragánea de la arquidiócesis de Aix y al mismo tiempo incorporó algunas porciones de las diócesis suprimidas de Senez y Glandèves.
En junio de 1817 se estipuló un nuevo concordato entre la Santa Sede y el gobierno francés, al que siguió, el 27 de julio, la bula Commissa divinitus, sin embargo, el concordato no entró en vigor al no ser ratificado por el Parlamento de París.
Durante el Primer Imperio francés, por un breve período, la diócesis de Niza se expandió incorporando porciones de las diócesis de Ventimiglia y Albenga.
En 1817 Niza se convirtió en sufragánea de la arquidiócesis de Génova.
En 1860, tras la cesión de Niza a Francia, las fronteras diocesanas fueron parcialmente revisadas. Al año siguiente, Niza volvió a ser sufragánea de la arquidiócesis de Aix.
El 30 de abril de 1868 la diócesis de Niza cedió el territorio del Principado de Mónaco para la erección de la abadía territorial de los Santos Nicolás y Benito mediante el decreto Pastoris aeterni de la Congregación Consistorial, que fue elevada a diócesis de Mónaco el 15 de marzo de 1886.
En 1886 el territorio de la diócesis se amplió a todo el departamento de los Alpes Marítimos (excepto las islas Lérins), con la anexión de los territorios al oeste del río Var y aquellos hacia la frontera con Italia: la diócesis se amplió así con el distrito de Grasse, tomado de la diócesis de Fréjus, y con algunas parroquias de Menton, tomadas de la diócesis de Ventimiglia.
En 1947 los cambios en la frontera estatal entre Italia y Francia, con el traslado a esta última del alto valle del río Roya, provocaron el traslado a la diócesis de Niza de las parroquias de Tende, La Brigue, Piena y Libri, anteriormente en el diócesis de Ventimiglia, y de la parroquia de Molières, que anteriormente pertenecía a la diócesis de Cúneo.
El 1 de septiembre de 2001, sobre la base de un acuerdo con la arquidiócesis de Mónaco, la parroquia de Santo Spirito de Beausoleil, que comprende las comunas de Beausoleil, Cap-d'Ail, La Turbie y Peille, vecinas del Principado de Mónaco, fue confiada al cuidado pastoral de la arquidiócesis monegasca, permaneciendo bajo la jurisdicción de la diócesis de Niza.
El 8 de diciembre de 2002, con la reorganización de los distritos diocesanos franceses, Niza pasó a formar parte de la provincia eclesiástica de Marsella.

## Estadísticas
Según el Anuario Pontificio 2022 la diócesis tenía a fines de 2021 un total de 642 890 fieles bautizados.
| Año                                                                             | Población            | Población | Población      | Sacerdotes | Sacerdotes    | Sacerdotes    | Bautizados por sacerdote | Diáconos permanentes | Religiosos | Religiosos | Parroquias |
| Año                                                                             | Bautizados católicos | Total     | % de católicos | Total      | Clero secular | Clero regular | Bautizados por sacerdote | Diáconos permanentes | Varones    | Mujeres    | Parroquias |
| ------------------------------------------------------------------------------- | -------------------- | --------- | -------------- | ---------- | ------------- | ------------- | ------------------------ | -------------------- | ---------- | ---------- | ---------- |
| 1949                                                                            | 345 000              | 452 745   | 76.2           | 420        | 330           | 90            | 821                      |                      | 102        | 1320       | 240        |
| 1970                                                                            | 652 000              | 722 070   | 90.3           | 496        | 380           | 116           | 1314                     |                      | 116        | 1000       | 240        |
| 1980                                                                            | 747 000              | 827 000   | 90.3           | 430        | 321           | 109           | 1737                     | 2                    | 120        | 843        | 241        |
| 1990                                                                            | 750 000              | 833 000   | 90.0           | 361        | 278           | 83            | 2077                     | 11                   | 101        | 635        | 241        |
| 1999                                                                            | 814 000              | 1 018 700 | 79.9           | 325        | 226           | 99            | 2504                     | 15                   | 126        | 419        | 102        |
| 2000                                                                            | 800 000              | 1 008 075 | 79.4           | 311        | 237           | 74            | 2572                     | 18                   | 94         | 404        | 264        |
| 2001                                                                            | 800 000              | 1 011 000 | 79.1           | 305        | 215           | 90            | 2622                     | 24                   | 108        | 423        | 128        |
| 2002                                                                            | 800 000              | 1 000     | 80.0           | 296        | 210           | 86            | 2702                     | 27                   | 102        | 408        | 128        |
| 2003                                                                            | 750 000              | 1 020 000 | 73.5           | 291        | 209           | 82            | 2577                     | 29                   | 99         | 372        | 128        |
| 2004                                                                            | 750 000              | 1 012 000 | 74.1           | 285        | 207           | 78            | 2631                     | 29                   | 94         | 381        | 128        |
| 2013                                                                            | 778 000              | 1 210 000 | 64.3           | 195        | 145           | 50            | 3989                     | 38                   | 62         | 225        | 47         |
| 2016                                                                            | 788 000              | 1 226 000 | 64.3           | 192        | 144           | 48            | 4104                     | 41                   | 61         | 217        | 47         |
| 2019                                                                            | 642 000              | 1 097 000 | 58.5           | 205        | 148           | 57            | 3131                     | 35                   | 62         | 159        | 45         |
| 2021                                                                            | 642 890              | 1 098 550 | 58.5           | 194        | 144           | 50            | 3313                     | 35                   | 56         | 151        | 45         |
| Fuente: Catholic-Hierarchy, que a su vez toma los datos del Anuario Pontificio. |                      |           |                |            |               |               |                          |                      |            |            |            |

## Episcopologio

### Obispos de Cimiez
- San Valeriano † (antes de 439-después de 455 circa)[nota 4]
- Magno † (antes de 549-después de 554)

### Obispos de Niza
- San Basso? † (circa 230-244 falleció)[nota 5]
- Amanzio † (mencionado en 381)
- Valerio † (mencionado en 451)[nota 6]
- Anónimo † (circa 465 consagrado-?)[nota 7]
- Austadio † (mencionado en 581 circa)
- Catulino † (mencionado en 585)
- Abramo † (mencionado en 614)[nota 8]
- San Siagrio? † (777-787 falleció)
- Giovanni? † (mencionado en 788 circa)[nota 9]
- Frodonio † (mencionado en 999)
- Bernard † (mencionado en 1004)
- Pons I † (antes de 1010-1027)
- Goeffroi † (mencionado en 1027)
- Pons II † (mencionado en 1030)[nota 10]
- André I † (mencionado en 1032)
- Nitard I † (antes de 1037-después de 1041)
- André II † (antes de 1050-después de 1055)
- Raimond I † (antes de 1064-después de 1073)
- Berno † (mencionado en 1075)
- Archimbaud † (mencionado en 1078)
- Isnard † (mencionado en 1108)[nota 11]
- Pierre I † (antes de 1115-circa 1151 falleció)
- Arnaud † (1151-después de 1164)
- Raimond Laugier † (circa 1166-?)
- Pierre II † (mencionado en 1184)
- Jean I † (antes de 1197-después del 15 de julio de 1209 falleció)
- Henri I † (menzionato ad de abril de 1210)
- Sanche † (mencionado en 1212)
- Henri II † (antes de 1215-28 de noviembre de 1235 renunció)
- Mainfroi † (antes de 1238-después de 1251)
- Pierre III Bonus † (antes de 1255-1262 falleció)
- Jean II † (mencionado en 1270)
- Hugues † (mencionado en 1291)
- Bernard Chabaud de Tourettes, O.E.S.A. † (? - 6 de abril de 1300 falleció)
- Nitard II † (circa 1301-después de 1311)
- Raimond III, O.E.S.A. † (mencionado en 1316)
- Guillaume I, O.F.M. † (24 de abril de 1317-? falleció)
- Rostang, O.P. † (5 de abril de 1323-después de 1326 falleció)
- Jean Artaud, O.P. † (9 de mayo de 1329-10 de enero de 1334 nombrado obispo de Marsella)
- Raimond IV, O.F.M. † (10 de enero de 1334-1335 falleció)
- Guillaume II † (29 de marzo de 1335-6 de septiembre de 1348 falleció)
- Pierre Sardina † (22 de octubre de 1348-8 de marzo de 1360 falleció)
- Laurent Le Peintre (Pictoris) † (15 de mayo de 1360-12 de abril de 1365 falleció)
- Roquesalve de Soliers, O.P. † (21 de agosto de 1371-1380?)
  - Nicolas † (26 de marzo de 1380-? renunció) (administrador apostólico)
- Jean de Tournefort † (21 de febrero de 1382-circa 1401 falleció)
  - Damiano Zavaglia, O.P. † (1385-26 de junio de 1388 nombrado obispo de Mondovì) (antiobispo)
- Francisco Alfonso † (17 de octubre de 1403-13 de noviembre de 1408 nombrado obispo de Orense)
- Jean Burle † (4 de marzo de 1409-23 de septiembre de 1418 nombrado obispo de Saint-Papoul)
- Antoine Clément, O.F.M. † (23 de septiembre de 1418-1 de abril de 1422 nombrado obispo de Belley)
- Aimon de Chissé I † (20 de abril de 1422-24 de octubre de 1427 nombrado obispo de Grenoble)
- Aimon de Chissé II † (24 de octubre de 1427-1428 renunció o falleció)
- Louis Badat, O.S.B. † (10 de marzo de 1428-1445)
- Aimone Provana di Leyni, O.S.B. † (1446-1460 falleció)
- Henri de Albertis † (19 de octubre de 1461-1461 falleció)
- Barthélémi Chuet † (29 de abril de 1462-1501 renunció)
- Jean de Loriol † (25 de marzo de 1501-1506 falleció)
- Agostino Ferrero, O.Cist. † (29 de noviembre de 1506-16 de septiembre de 1511 nombrado obispo de Vercelli)
- Gerolamo de Capitani d'Arsago † (17 de septiembre de 1511-1542 falleció)
  - Girolamo Recanati Capodiferro † (6 de febrero de 1542-1544 renunció) (obispo electo)
- Giovanni Battista Provana di Leyni † (9 de mayo de 1544-21 de septiembre de 1548 falleció)
- François de Lambert † (5 de febrero de 1549-10 de noviembre de 1582 falleció)
- Luigi Pallavicino † (7 de noviembre de 1583-5 de noviembre de 1598 falleció)
- Francesco Martinengo, O.F.M.Obs. † (23 de octubre de 1600-22 de agosto de 1620 falleció)
- Pietro Maletti, C.R.L. † (10 de enero de 1622-4 de noviembre de 1631 falleció)
  - Sede vacante (1631-1634)
- Giacobino Marenco † (17 de diciembre de 1634-2 de enero de 1644 falleció)
- Desiderio Palletta, C.R.L. † (28 de noviembre de 1644-15 de septiembre de 1655 falleció)[nota 12]
  - Sede vacante (1655-1659)
- Giacinto Solaro di Moretta † (9 de junio de 1659-23 de abril de 1663 nombrado obispo de Mondovì)
  - Sede vacante (1663-1665)
- Diego della Chiesa † (6 de julio de 1665-30 de diciembre de 1669 falleció)
- Enrico Provana di Leyni, O.C.D. † (23 de febrero de 1671-30 de noviembre de 1706 falleció)
  - Sede vacante (1706-1727)
- Raimondo Recrosio, B. † (30 de julio de 1727-21 de mayo de 1732 falleció)
  - Sede vacante (1732-1741)
- Carlo Francesco Cantoni † (17 de abril de 1741-23 de agosto de 1763 falleció)
- Jacques Astesan, O.P. † (9 de julio de 1764-1 de junio de 1778 nombrado arzobispo de Oristano)
- Carlo Valperga di MagLyon † (20 de marzo de 1780-antes del 29 de noviembre de 1801 renunció)
- Jean-Baptiste Colonna d'Istria † (24 de mayo de 1802-29 de septiembre de 1833 renunció)
- Domenico Galvano † (30 de septiembre de 1833-17 de agosto de 1855 falleció)
  - Sede vacante (1855-1857)
- Jean-Pierre Sola † (21 de diciembre de 1857-4 de diciembre de 1877 renunció)
- Matthieu-Victor-Félicien Balaïn, O.M.I. † (28 de diciembre de 1877-25 de junio de 1896 nombrado arzobispo de Auch)
- Henri-Louis Chapon † (25 de junio de 1896-14 de diciembre de 1925 falleció)
- Louis-Marie Ricard † (31 de marzo de 1926-21 de octubre de 1929 falleció)
- Paul-Jules-Narcisse Rémond † (20 de mayo de 1930-24 de abril de 1963 falleció)
- Jean-Julien-Robert Mouisset † (24 de abril de 1963 por sucesión-30 de abril de 1984 retirado)
- François de Sales Marie Adrien Saint-Macary † (30 de abril de 1984 por sucesión-14 de noviembre de 1997 nombrado arzobispo coadjutor de Rennes)
- Jean Marie Louis Bonfils, S.M.A. (28 de agosto de 1998-28 de marzo de 2005 retirado)
- Louis Sankalé (28 de marzo de 2005 por sucesión-8 de agosto de 2013 renunció)
- André Marceau (6 de marzo de 2014-9 de marzo de 2022 retirado)
- Jean-Philippe Nault, desde el 9 de marzo de 2022